# Pietro Zammuto
Pietro Zammuto est un footballeur italien né le 23 décembre 1986 à Turin.
Il évolue habituellement comme défenseur.

## Carrière
Pietro Zammuto joue successivement dans les équipes suivantes : Juventus FC, Società Sportiva Sambenedettese Calcio, Plaisance Calcio 1919, US Avellino, FC Trévise, AC Martina, Associazione Sportiva Dilettantistica Barletta 1922 et Chieri Calcio.
Avec Piacenza, il dispute quatre saisons en Serie B italienne.